# Scotch whisky
Lo scotch whisky (o semplicemente scotch) è un distillato, ottenuto tramite il processo della distillazione di cereali, prodotto in Scozia.

## Legislazione
La definizione "scotch whisky" è legalmente protetta dal 1988, quando venne approvato dal Parlamento britannico un regolamento chiamato "Scotch Whisky Act", che definisce "scotch whisky" un whisky con le seguenti caratteristiche:
- è stato prodotto in una distilleria della Scozia utilizzando acqua ed orzo maltato (con l'unica aggiunta di grani interi di altri cereali) ed il tutto è stato:
  1. macerato nella distilleria stessa
  2. trasformato in un substrato fermentabile solo con sistemi enzimatici endogeni
  3. fermentato unicamente con l'aggiunta di lieviti;
- è stato distillato a una gradazione alcolica in volume inferiore al 94,8% in modo che il distillato abbia un aroma ed un sapore ricavati dalle materie prime utilizzate nel metodo di produzione;
- è stato stagionato in un magazzino doganale in Scozia in botti di rovere (legno di quercia) di capacità non superiore a 700 litri per un periodo non inferiore a 3 anni;
- conserva il colore, l'aroma e il sapore impartiti dalle materie prime utilizzate e dal metodo di produzione ed invecchiamento;
- non ha avuto aggiunta di altre sostanze a parte l'acqua ed eventualmente caramello.

Lo Scotch Whisky Act del 1988 proibisce, fra l'altro, la produzione in Scozia di whisky che non sia scotch. Lo Scotch Whisky Act 1988 e la legislazione della Comunità Europea precisano una gradazione alcolica minima del 40% in volume applicabile a tutto lo scotch imbottigliato e/o venduto nella Comunità o da essa esportato.
Secondo le modifiche apportate nel 2009 gli scotch whisky possono essere classificati in cinque categorie:
- Single Malt Scotch Whisky
- Single Grain Scotch Whisky
- Blended Malt Scotch Whisky
- Blended Grain Scotch Whisky
- Blended Scotch Whisky

Questa modifica si è resa necessaria per cercare di togliere alcune ambiguità su alcune denominazioni come "Pure Malt" e "Vatted" che ora ricadono nella categoria "Blended Malt Scotch Whisky".

## Storia
Quando e come gli abitanti delle Highlands ("altopiani") riuscirono a produrre per la prima volta lo scotch non è documentato.
È noto che lo scotch viene distillato in Scozia da secoli e molteplici sono le ipotesi sulle sue origini; una delle ipotesi è che esso fu introdotto nel Paese da monaci missionari di ritorno dall'Irlanda. Si racconta infatti che quando nel 1172 Enrico II di Francia invase l'Irlanda, trovò che già vi si praticava la distillazione di spirito da cereali. È quindi probabile che l'arte della distillazione sia stata introdotta dall'Irlanda in Scozia nell'Alto Medioevo.
Il primo documento in cui si trova un accenno a uno spirito distillato dall'orzo in Scozia è un registro dei Conti dello Scacchiere scozzese, l'Exchequer Roll dell'anno 1494 in cui è annotata la fornitura di una partita di "otto boll (la "boll" era un'antica misura scozzese equivalente a circa 25 kg) di malto a Frate John Corr per farci l'aquavitae" (aqua vitae è il nome tradizionale dello spirito distillato ed è l'esatto equivalente latino del gaelico “uisge beata” e del francese “eau de vie”).
Il fatto che questo primo riferimento riguardasse un religioso riflette l'importanza del ruolo della Chiesa, in particolare delle abbazie, nello sviluppo della distillazione come parte della loro attività agricola. La distillazione, come la lavorazione della birra e del vino, fu attentamente sviluppata nelle abbazie e nei monasteri della Scozia e dell'Inghilterra: "aqua vitae" nel nord, vino nel sud e birra in tutto il paese. Durante il XVI secolo la distillazione fece notevoli progressi in tutta Europa, in Scozia e in Inghilterra grazie all'abolizione dei monasteri, per cui molti monaci non ebbero altra scelta che mettere a frutto la loro competenza. Fu così che la conoscenza della distillazione si divulgò rapidamente ad altri.
Quanto diffusa divenne la distillazione in Scozia lo apprendiamo dall'Atto del Parlamento Scozzese del 1579 con cui si proibiva la distillazione dell'aqua vitae, ad eccezione dei signori che potevano distillare per proprio uso personale. La ragione di tale provvedimento, il primo nella storia riguardante l'aqua vitae, era l'effetto negativo sulle forniture di cereali necessarie per il cibo. Le prime imposte sulle entrate da produzione di distillati fu effettuata da Carlo I nel 1644; ciò ispirò il Parlamento Scozzese a introdurre a sua volta una tassa sull'aqua vitae.
Nel 1725, pochi anni dopo l'Union Act per la creazione del Regno Unito (unione dei Parlamenti inglese e scozzese), il Parlamento cercò di allineare la Scozia all'Inghilterra imponendo una tassa sul malto; essa causò numerose sommosse popolari ed ebbe come risultato un peggioramento sia della qualità della birra che di quella dello scotch. Queste tasse furono estese anche alle Highlands, dove però, trattandosi di regioni inaccessibili agli ispettori del governo, prosperarono le distillerie clandestine che ignoravano queste tasse. Gli scozzesi rifiutavano l'idea di dover pagare imposte per il privilegio di produrre la bevanda natia.
La pressione dei distillatori inglesi, ostacolati dalle importazioni provenienti dalla Scozia, convinse il Parlamento a imporre tasse sempre più pesanti contro il whisky scozzese; con il Wash Act del 1784, si fece così una distinzione tra distillerie delle Highlands e distillerie delle Lowlands. Ciò nonostante i contrabbandieri continuarono a trasportare scotch da nord a sud, sino a quando il governo dovette aumentare a dismisura la tassa per il rilascio della licenza. Nel 1814 il governo di Londra decise di tentare una via diversa: fu abbandonato il sistema basato sulla capacità dell'alambicco a favore dell'introduzione di una quota fissa di 10 sterline ad alambicco, più una tassa sul wash.
Al di sopra della linea delle Highlands vennero vietati gli alambicchi con capacità inferiore a 500 galloni, mentre nelle Highlands era fatto divieto ai distillatori di vendere direttamente lo scotch. Quando però perfino le persone più influenti del paese iniziarono a consumare apertamente buon whisky scozzese illegale, divenne chiaro che gli eventi avevano preso una piega assurda. L'apice di tutto ciò fu la visita a Edimburgo di re Giorgio IV nel 1822, che per l'occasione adottò il vestito delle Highlands e chiese un Glenlivet, sostenendo di non bere altro e destando sorpresa perché ai tempi Il Glenlivet era distillato illegalmente.
Fu così che nel 1823, da parte di una Commissione Reale, fu promulgata la “Legge per l'eliminazione della distillazione illegale", l'Excise Act: si diminuì il dazio (a 2 scellini e 3 pence per gallone e 10 Sterline per la "licenza” sulle quantità superiori ai 40 galloni) e le restrizioni d'importazione in Inghilterra in modo da incoraggiare la distillazione autorizzata. Il Duca di Gordon, le cui proprietà comprendevano la zona del Glenlivet, fu tra i primi ad accettare la riforma e a incoraggiare i suoi affittuari.
Nel 1824 George Smith, produttore dello scotch che divenne noto col nome di Glenlivet, chiese, sotto la tutela del suo padrone, di farsi attribuire la prima licenza. Il decreto fu efficace e nel 1827 la quantità di scotch legalmente distillato risultò triplicata; l'industria dello scotch, liberata da ostacoli legislativi, fu in grado di concentrarsi sulla qualità e sui nuovi mercati. Un ulteriore elemento di sviluppo fu l'introduzione nel 1831 di un nuovo processo di distillazione introdotto da Aeneas Coffey (patent Coffey still) che permise la produzione di scotch più "leggero" e ampliandone di fatto la platea di consumatori.
Intorno al 1850 Andrew Usher, un negoziante rappresentante del Glenlivet, miscelò diversi barili delle sue riserve, ottenendo un prodotto più corposo (il vatted malt). La pratica fu poi estesa alla miscela di malto e grano, ottenendo un prodotto più gradevole, leggero e consistente: il blended. Verso la fine del XIX secolo vi fu uno sviluppo senza eguali dell'industria del whisky scozzese, dovuto anche alla diffusione della fillossera tra i vigneti francesi nel 1880, che fece di fatto quasi scomparire il cognac a tutto vantaggio del whisky.
Seguì l'apertura di moltissime nuove distillerie, ma l'inevitabile crollo dei prezzi, lo scoppio della prima guerra mondiale e l'inizio del Proibizionismo negli Stati Uniti d'America del 1920, resero difficoltosa la situazione. Da allora fino alla seconda guerra mondiale, le industrie videro diminuire la produzione di quasi il 50%. Naturalmente la situazione continuò anche dopo la fine della guerra, quando il cereale reperibile servì più che altro a sfamare la gente. Verso il 1950, con il ritorno del benessere, l'industria dello scotch cominciò a prosperare e con essa aumentarono le esportazioni. Negli anni sessanta si costruirono nuove distillerie e in un decennio la produzione di scotch quadruplicò.

## Aree di produzione

Lowlands
Highlands
Speyside
Islands
Campbeltown
Islay

Il whisky di malto, prodotto e distillato solitamente in luoghi selvaggi, in aperta campagna, nelle valli, sulle sponde dei laghi o ruscelli della Scozia, acquista differenti caratteristiche in funzione della regione di produzione. Attualmente la Scotch Whisky Association divide la Scozia in: 
- Highlands
- Islands
- Speyside
- Islay
- Campbeltown
- Lowlands

Esistono in Scozia 92 distillerie di whisky di malto produttive (a cui vanno aggiunti i distillati in commercio di distillerie non più attive) ma non un pari numero di single malt, in quanto molte distillerie preferiscono destinare la loro produzione al blended: questi, ottenuti dalla miscelazione di differenti single malt, possono essere anche prodotti e invecchiati in zone eterogenee.
Il posizionamento geografico, il tipo e la durata della maturazione e le materie prime utilizzate possono caratterizzare in maniera determinante il gusto dei single malt. È importante comprendere quindi anche quali sono le zone di produzione e le loro caratteristiche principali, anche se la zona di produzione fornisce solo qualche linea guida, rappresentando comunque una semplificazione. Per i blended naturalmente questa caratteristica solitamente manca.

### Highlands
Quando parliamo di Highlands scozzesi intendiamo generalmente quelle terre a nord di una linea immaginaria che va dalla costa orientale nei pressi di Perth alla costa occidentale appena a nord di Dumbarton. Questa zona così vasta produce scotch con caratteristiche e sapori assolutamente differenti, perciò col tempo si è resa necessaria un'ulteriore divisione: Highlands, Islands e regione dello Speyside.
Elencare tutti i single malt che appartengono a questa regione sarebbe molto lungo; è possibile invece individuare dei tratti comuni che contraddistinguono il carattere e il sapore degli scotch prodotti in questa zona:
1. quelli della zona settentrionale, dalla zona di Inverness alla contea di Wick, sono generalmente morbidi e non eccessivamente torbosi, con sapori dal secco al fruttato. Non hanno in genere quel retrogusto salmastro proprio dei single malt prodotti in zone spazzate dai venti oceanici lungo la costa occidentale;
2. nelle Highlands meridionali, invece, attorno alla contea di Perth e a ovest di essa, hanno un carattere ancora più morbido e generalmente più leggero: sono infatti simili ai tipici single “facili” della zona delle Lowlands;
3. la zona occidentale, la più piccola, che va da Oban (sede dell'omonimo ottimo single) a Fort William, produce scotch assai pastosi e leggermente affumicati.

#### Islands
La Scotch Malt Whisky Society identifica la zona delle Islands includendovi:
1. Orkney (Isole Orcadi) con i suoi Highland Park e Scapa: il primo dalla caratteristica torba mescolata all'erica, e il secondo ideale perfetto di un fine cena;
2. l'isola di Mull, con il torboso Ledaig e con il leggero Tobermory (prodotto nell'omonima località);
3. l'isola di Skye, con le distillerie, Talisker, dal particolare aroma marino e affumicato e Torabhaig;
4. l'isola di Jura, col suo omonimo amabile e piccante.

#### Speyside
Questa zona è ritenuta, a ragione, il cuore della produzione di whisky scozzese; qui si producono malti puri la cui nomea è immediatamente riconoscibile anche da coloro che non bevono scotch: Chivas, Macallan, Glenlivet, Glen Grant.
Le città di Elgin, Keith, Dufftown, Grantown sono tutte tra la valle dello Spey e dei tre affluenti principali: l'Avon, il Livet e il Fiddich, che forniscono l'ottima acqua necessaria alla produzione dello scotch.
La zona è fertile e molto pittoresca, con tipici paesaggi scozzesi; nei secoli passati il suo isolamento la rese una località ideale per i contrabbandieri per sfuggire agli agenti della corona, l'abbondanza di acqua e di orzo fecero poi il resto.
I malti delle Highlands variano molto tra di loro, ma in generale si può dire che sono più acuti e più leggeri degli Islay e dei Campbeltown; sono malti “facili” e immediati, ottimi per iniziare un pasto o rallegrare una serata fra amici.
Dal pieno, raffinato Glenlivet al leggero ma affumicato Tomatin, dal serenamente ricco Glen Moray al fragrante e delicato Glenmorangie (il cui nome, curiosamente - e inspiegabilmente - viene storpiato in Glenmoran nel doppiaggio italiano del film Highlander), dall'amabile e gustoso Clynelish al secco e tuttavia vigoroso Glenfiddich.

### Islay
L'isola di Islay si trova nell'arcipelago delle Ebridi (Ebridi Interne), e presenta ben otto distillerie attive (dato del 2006). Il terreno di quest'isola è costituito quasi interamente da torba che, utilizzata durante la fase di maltaggio, dà un sapore inconfondibile di fumo e di alghe. Gli scotch di Islay sono considerati intensi all'olfatto ed al palato, hanno corpo pieno, intenso, con forti sentori di torba. Sono descritti come “alito di mare”, con punte di fumo e iodio, sono fenolici e medicinali.
Gli otto malti si possono raggruppare in due famiglie: 
1. Bowmore, Caol Ila, Bruichladdich e Bunnahäbhain: freschi, floreali, con leggero sentore di torba;
2. Lagavulin, Ardbeg e Laphroaig, Kilchoman: robusti, potenti, molto torbati e con tracce di alga marina e salsedine, poiché la marea dell'Atlantico arriva a volte ai magazzini d'invecchiamento.

La storica distilleria di Port Ellen fu chiusa nel 1983, ma la sua malthouse continua tuttora a fornire malto alle altre distillerie locali.

### Campbeltown
Nel Mull of Kintyre, una penisola a sud ovest della Scozia, è situata la città di Campbeltown, un tempo famosa per le sue 32 distillerie. L'eccessiva produzione ed un'errata strategia di mercato portarono alla progressiva scomparsa di molte di esse; attualmente ne rimangono in attività solamente tre:
1. Glen Scotia;
2. Springbank, che produce tre marchi, Springbank stesso (mediamente torbato), Hazelburn (non torbato e usando la tripla distillazione) e Longrow (torbato);
3. Glengyle, che produce col marchio Kilkerran.

### Lowlands
Al di sotto di quella linea immaginaria che va da Dumbarton a Perth si identifica generalmente quella zona chiamata Lowlands; la zona più industrializzata e più densamente popolata della Scozia. Le Lowlands ("bassopiani") come aspetto poco somigliano alle Highlands: poche rocce, poche cascate, niente montagne o brughiere torbose e, poiché la forma e l'immagine dello scotch è quella che gli viene dalla terra e dal carattere degli uomini che vi abitano, ecco che in queste zone si producono scotch con la morbida dolcezza del malto e il fruttato del lievito, con note decisamente secche e una qualità discretamente volatile ed alcolica.
I malti delle Lowlands sono quindi considerati fra i più leggeri e indicati come scotch da introduzione o da aperitivo. I principali produttori della zona sono sette:
1. l'Auchentoshan, uno dei pochi single malt a tripla distillazione, dall'aroma fresco e leggermente dolce, dal buon finale;
2. il delicato Bladnoch, dal sentore di limone nel fruttato finale;
3. il Glenkinchie, il più famoso delle Lowlands, secco e affumicato, di corpo più sostanzioso;
4. l'Inverleven, un malto morbido, con un ottimo equilibrio tra sapori secchi e dolci;
5. il Littlemill, morbido, maltato e gustoso;
6. il Rosebank, delicato e fruttato con secchi sentori di sherry;
7. il St. Magdalene, di poco corpo, morbido e generalmente secco.

## Produzione

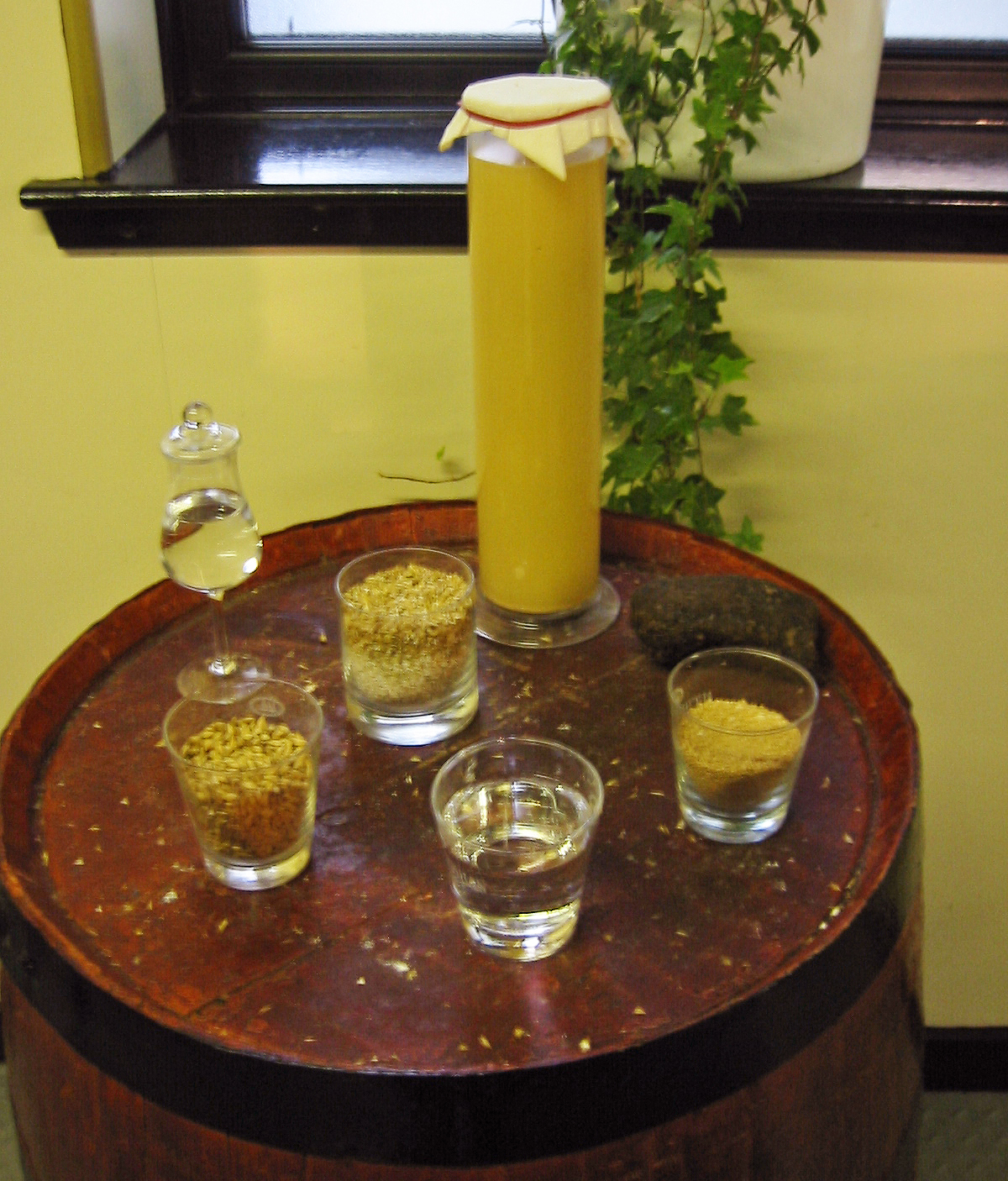
Gli ingredienti dello scotch whisky

### Fase 1: Malting (Maltaggio)
La macerazione
Il processo del maltaggio ha inizio con una prima fase detta macerazione, che consiste nell'inumidire l'orzo in vasche o stanze, le steeps, allo scopo di favorirne la macerazione. L'orzo selezionato, che viene prelevato dai silos, pulito e tarato, ha un basso grado di umidità, solitamente non superiore al 12%. L'orzo così convogliato in ampie vasche contenenti acqua a temperatura di 14° rimane immerso per periodi più o meno lunghi, con ripetuti cambi totali di acqua. L'acqua è di importanza fondamentale per la distillazione dei cereali. È per questa ragione che, nei secoli scorsi, chi ha costruito distillerie di malto scozzesi si è preoccupato di avere vicino un corso d'acqua.
Ciò che può distinguere un whisky di malto da un altro è quindi anche la composizione dell'acqua; differente è la composizione delle falde, del sottosuolo e del terreno dove l'acqua scorre in superficie e differenti saranno i risultati. Al termine del processo di macerazione, solitamente di circa 48 / 70 ore (a seconda del periodo dell'anno e della qualità dell'orzo), le cariossidi (la cariosside o chicco è composta da due parti: l'embrione, struttura vivente da dove ha inizio la germinazione, e l'endosperma, composta da cellule contenenti carboidrati di tipo complesso (amidi insolubili)) sono sature ed hanno raggiunto il grado di umidità voluto di almeno il 47%, la condizione ideale per risvegliare l'embrione a nuova vita. Per ottenere l'estrazione degli amidi e per poterli utilizzare, occorre favorire la metamorfosi dell'orzo in malto verde, che avviene durante la germinazione.
Germinazione
Dopo che l'orzo è rimasto a macerare il tempo dovuto, l'acqua viene fatta scolare e il cereale viene steso ad un'altezza di 60 / 90 centimetri su un pavimento che può essere di pietra, di cemento o di mattonelle.
È su questo pavimento (chiamato "malting floor") che ha luogo la germinazione, un processo durante il quale l'orzo "respira" e assorbe ossigeno emettendo anidride carbonica e generando al contempo una considerevole quantità di calore.
La germinazione deve svilupparsi solamente all'interno del chicco ed essere bloccata prima della fuoriuscita della nuova pianta.
Per uniformare la temperatura, che è maggiore verso il fondo, i chicchi vengono periodicamente girati con pale o benne, in questo modo si impedisce anche che le radichette si allaccino le une alle altre. Esse però non devono crescere più di tanto, e per far questo si insiste nel rivoltare l'orzo, nell'assottigliarne lo strato e a volte si arriva addirittura ad ararlo con un vero aratro tirato a mano. Il processo della germinazione a questo punto è terminato e si impedisce alla radichetta di svilupparsi ulteriormente, esse devono raggiungere e non superare i cinque ottavi della lunghezza dei chicchi stessi.
Durante la fase di germinazione l'orzo secerne l'enzima diastasi che solubilizza l'amido presente in esso, preparandolo per la conversione in zucchero.
L'orzo si è ora trasformato in "malto verde" ed è pronto per l'essiccazione.
L'essiccazione
Al termine dei 6, 8 o persino 12 giorni di germinazione si ha la massima trasformazione degli amidi da insolubili a solubili e l'orzo viene inviato in forni ad aria calda.
Le cariossidi vengono così asciugate e, allo stesso tempo, si blocca la germinazione oltre i 5/8, ottenendo l'orzo maltato.
I forni da essiccazione, simili da lontano a cuspidi a pagoda, permettono di riconoscere le distillerie nel panorama scozzese.
Il pavimento del forno è di ferro bucato o di rete metallica. Qui viene steso il malto verde, a un'altezza di circa 60 cm, e il fumo che sale dal fuoco (solitamente di torba) acceso tre o quattro metri più in basso, provvede ad asciugarlo.
Un ventilatore posto sulla sommità del forno, quella che sembra la cima di una pagoda, aspira l'aria calda che sale dal fuoco che, grazie al pavimento forato, attraversa il malto verde.
La torba, bruciando, produce un fumo greve, grasso, pungente e penetrante che è di primaria importanza in quanto conferisce al malto un aroma speciale che è poi quello che si trasmette alla fine allo scotch.

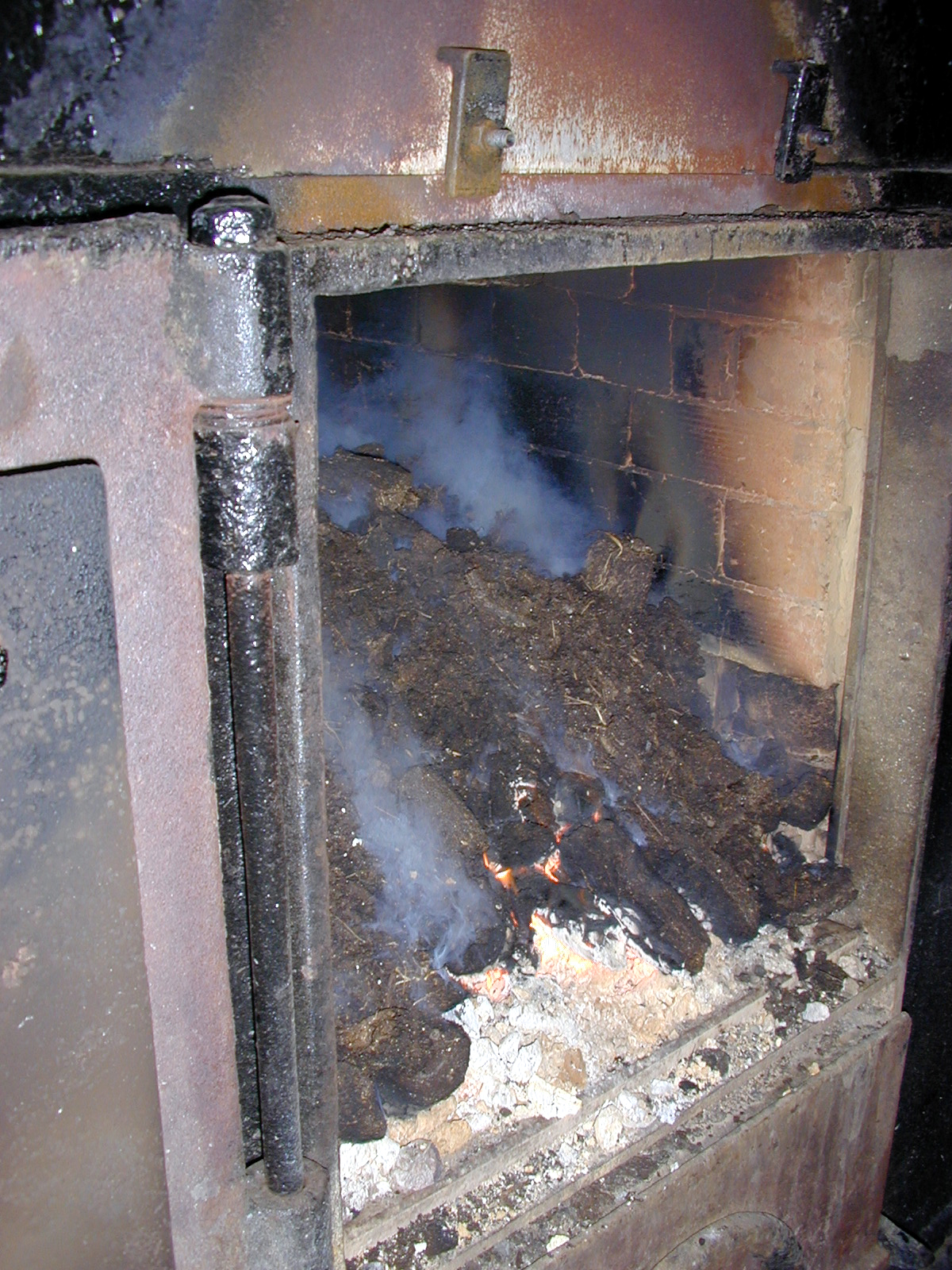
Dettaglio di un forno a torba in una distilleria dell'isola di Islay

Al termine di questi processi ecco dunque uscire il malto nelle condizioni volute, secco, croccante, friabile, aromatico e assai diverso come struttura e profumo dall'orzo da cui è stato ricavato, anche se all'apparenza se ne distingue appena.
Prima di passare al mashing, cioè la sua mescolatura con acqua, esso viene ripulito a macchina dalle radichette e da ogni altra impurità. Queste radichette vengono vendute come mangime per il bestiame sotto il nome di "culmi di malto".
Oggigiorno si suole normalmente effettuare il malting in camere dette Saladin-Muger o in tamburi. In entrambi i casi il processo è controllato meccanicamente. Anziché germogliare sul pavimento della malteria, il cereale viene immesso in grandi camere rettangolari o in capienti tamburi cilindrici. La temperatura è regolata soffiandovi aria a temperatura predeterminata, verso l'alto. L'aria attraversa lo strato di cereale germogliante che viene rivoltato meccanicamente. È di recente sviluppo l'usanza, grazie alla rapida espansione dell'industria dello Scotch, che le distillerie si procurino il malto da maceratori specializzati che forniscono diversi produttori, per cui si riesce ad effettuare il malting in modo più economico.

### Fase 2:Mashing(infusione)
La seconda fase del processo produttivo dello scotch è l'infusione (il mashing): il malto essiccato, ottenuto dalla fase di maltaggio, viene ora macinato grossolanamente in un mulino e miscelato con acqua calda in un recipiente circolare chiamato mash-tun o tino della mescolatura, un recipiente di macerazione della capacità di diverse migliaia di galloni.
Il malto cade nel recipiente e contemporaneamente viene immessa acqua calda da una tramoggia. Dal recipiente di macerazione il malto viene estratto tre o quattro volte, ogni volta a una temperatura diversa che si aggira dai 70 °C della prima estrazione agli 80 °C dell'ultima. Il liquido rimanente è il mosto di malto: il wort.
Il mosto che esce dalle prime due estrazioni viene fatto scolare dal fondo del tino in un recipiente sottostante, o underback, mentre quello che viene fuori dai lavaggi ulteriori, lo sparge, viene utilizzato per trattare la successiva partita di malto.
La feccia, cioè le scorie solide di orzo che rimangono, ha il nome di draff e, come per i culmi di malto, viene venduto come mangime per il bestiame.
Il mosto così ottenuto è una cosa molto diversa dal pastone formatosi all'inizio della mescolatura di malto con acqua calda: ora è infatti un liquido semitrasparente, per quanto non ancora alcolico, dallo strano odore dolciastro.
Questa mescolatura con acqua calda ha favorito il completamento della conversione della destrina in maltosio; ovvero l'amido solubile dell'orzo maltato si è convertito in un liquido zuccherino, una soluzione, chiamata wort (mosto).

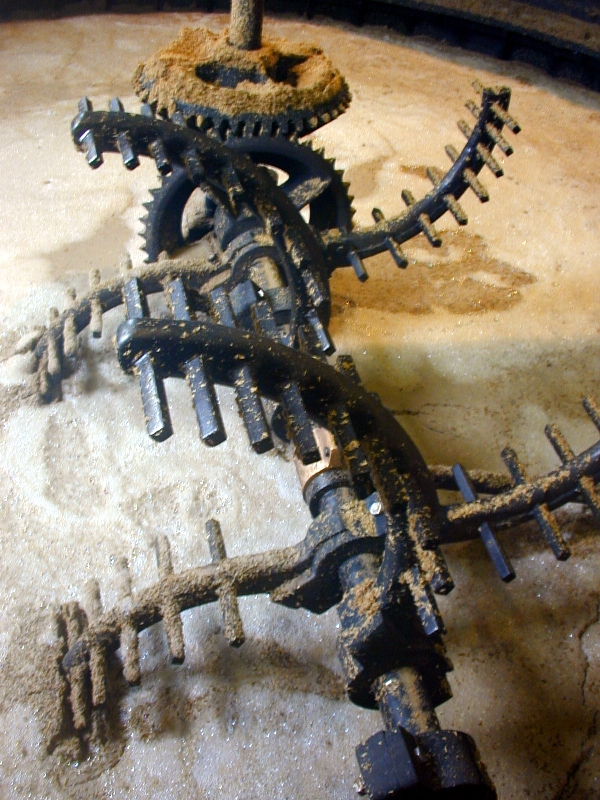
Dettaglio del processo di mashing in una distilleria dell'isola di Islay

### Fase 3: Fermentazione
Dall'underback del recipiente di macerazione, il mosto viene ora fatto passare in un refrigerante e portato a una temperatura di circa 20 °C.
Dal refrigerante esso passa nei wash-back, enormi tini di legno o di vetrocemento e, di recente anche in acciaio inossidabile, capaci di contenere fino a 10.000 galloni (da 9.000 a 45.000 litri di liquido ) e il cui numero varia a seconda della grandezza della distilleria.
Qui assieme al mosto viene pompato del lievito ed ha subito inizio la fermentazione.
I lieviti, coltivati in laboratorio, sono mantenuti a bassa temperatura in contenitori asettici per evitare ogni possibile contaminazione batterica; in alcune distillerie si utilizzano anche lieviti vivi prelevati dalla "scrematura" di birra nella fase di fermentazione.
I lieviti fermentano il maltosio presente nel mosto trasformando lo zucchero in alcol etilico ed anidride carbonica.
È un processo impetuoso: dapprima compaiono le bolle che si gonfiano e scoppiano, poi l'attività del liquido si fa sempre più intensa; lo sviluppo di anidride carbonica lo fa bollire con abbondante schiuma, e il brewer (l'uomo preposto a seguire la fase di fermentazione) deve fare attenzione che non trabocchi.
Per questo motivo i wash-back non vengono mai riempiti fino all'orlo, ma solo fino a un metro dal bordo, in modo che il liquido ribollendo non fuoriesca.
La fermentazione, che richiede da un tempo minimo di 48 ore ad un massimo di 112, permette di ottenere un liquido chiaro, noto semplicemente come wash (tecnicamente tradotto come residuo di fermentazione) e costituito da acqua, lievito, residui non fermentabili, sottoprodotti della fermentazione e un po' più del 6% di alcol.
Il wash, come la birra, è così un liquido fermentato ma non distillato.

### Fase 4: Distillazione
Il processo di distillazione batch utilizzato di bevande alcoliche consiste in generale  nel portare ed ebollizione la miscela di partenza ottenendo da questa una frazione con una concentrazione alcolica più elevata ed una frazione più povera di alcol.
Per distillare il whisky scozzese si utilizzano tuttora alambicchi di rame a forma di pera, chiamati "pot still", secondo il tradizionale metodo discontinuo.
Solitamente si effettuano due distillazioni. Solo alcune distillerie, per rendere il proprio scotch particolarmente leggero e delicato, ne effettuano tre.

#### Il primo alambicco
Il mosto di malto fermentato, il wash, un liquido chiaro con una gradazione alcolica compresa tra il 6 e il 9% sul volume, viene versato all'interno del primo alambicco, il wash still, un alambicco di rame dal grosso “collo”.
Ogni alambicco è un pezzo unico che contribuisce a produrre uno scotch unico; la forma degli alambicchi infatti varia per scelta ed esigenza del costruttore.
Le fasi della distillazione sono seguite attentamente dal Mastro Distillatore, è lui che provvede ad immettere nel primo alambicco il prodotto fermentato (il wash) ed è sempre lui che accende il riscaldatore, un tubo a serpentina contenente vapore posto all'interno dell'alambicco stesso (il cosiddetto fuoco diretto non viene quasi più usato per rischi di incendio).
Il wash viene così riscaldato fino a farlo evaporare, il vapore, contenente una percentuale maggiore di alcol rispetto al mosto, sale per il collo dell'alambicco e quindi passa attraverso una serpentina, dove la bassa temperatura causata dall'acqua fredda in cui è immersa lo fa di nuovo condensare in liquido.
Lo scopo della prima distillazione è di separare la maggior quantità di alcol possibile, unitamente ad altri elementi quali gli acidi, gli esteri, le aldeidi, i terpeni ecc. lasciando nell'alambicco la maggior parte dell'acqua.
Poiché l'alcool evapora ad una temperatura inferiore ai 100 °C (temperatura di ebollizione dell'acqua) quanto descritto è possibile solo se la temperatura del liquido è mantenuta ad una temperatura inferiore ai 100° e specificatamente prossima ai 78 °C che è la temperatura di ebollizione dell'alcol etilico, in questo modo è massima la quantità di etanolo rispetto a quella dell'acqua nel vapore di distillazione. Il distillato così prodotto è ridotto in quantità al solo 25% del fermentato originale.
La gradazione alcolica, per contro, ha raggiunto i 22–24 %vol.
Il risultato di questa prima distillazione non è ancora sufficientemente fine e delicato e soprattutto contiene anche alcoli diversi dall'etanolo come l'alcol metilico; così il distillato, chiamato low wines (bassi vini o prodotto iniziale della distillazione) passa ad un secondo alambicco dove avverrà la seconda distillazione. Da questo punto in poi la produzione passo sotto il controllo e lo sguardo vigile della Custom & Excise, lo spirit è infatti soggetto a tassazione e come tale ne va controllata la quantità di produzione.

#### Il secondo alambicco
Il liquido proveniente dal primo alambicco viene passato al secondo alambicco, il low wines still, per la seconda distillazione, quella dello spirito impuro e diluito dei bassi vini, dalla quale finalmente si otterrà lo scotch.
Anche in questo caso, riscaldando il liquido, viene scartata la parte di distillato formata da sostanze volatili che hanno il punto di evaporazione inferiore a quello dell'alcool etilico, tra cui tutto l'alcol metilico nocivo per l'uomo.
Scartata questa parte, chiamata "testa" (foreshots), il mastro distillatore quando la temperatura raggiunge i 78,4 °C comincia a raccogliere l'acquavite che contiene principalmente alcool etilico ed alcuni elementi essenziali; questa parte si chiama "cuore".
Infine, quando la temperatura raggiunge i 95 °C, evaporano gli alcoli superiori, i più pesanti, unitamente ad aldeidi ed esteri grevi; la "coda" (feints), come è chiamata quest'ultima fase, viene scartata e unita alla "testa"; testa e coda vengono reimmessi nel ciclo produttivo per essere distillati nuovamente assieme a un'altra partita di low wine.
Tutte queste operazioni si svolgono nella spirit safe, una specie di grosso sarcofago di ottone con le pareti di vetro attraverso la quale viene fatto passare il distillato. La spirit safe essa è fatta in modo che il mastro distillatore possa, girando alcune chiavette, far passare lo spirito in un recipiente munito di uno strumento per la misurazione del peso specifico, oppure diluirlo con una certa dose di acqua distillata per stabilire se è testa, cuore o coda.
È opportuno che queste operazioni si svolgano sotto vetro e che lo spirito non sia a portata di mano per l'assaggio diretto, in quanto un funzionario della dogana è il responsabile del controllo e della custodia della quantità di spirito prodotta.
Il risultato, il cuore, è un'acquavite perfettamente trasparente, cristallina, atta all'invecchiamento con una gradazione alcolica pari a 70%vol e una quantità che si è ridotta ad un terzo della prima distillazione.
In altre parole, partendo da un prodotto con la gradazione alcolica di 6/9 gradi si ottiene una quantità di distillato pari a poco più dell'8% del liquido iniziale. Si raggiunge, per contro, una concentrazione alcolica notevole.
Produrre un buono scotch dipende quindi dalle capacità del mastro distillatore; è lui, infatti, che sulla base di determinate prove decide quando quello che esce dall'alambicco dei low wine è un distillato "cuore".
Il ”cuore” viene poi raccolto nello spirit receiver in attesa di essere immesso nelle botti.

### Fase 5: Maturazione
Il disciplinare scozzese (il regolamento ufficiale dei produttori) stabilisce che si può denominare scotch single malt un whisky proveniente da una sola distilleria, prodotto secondo le caratteristiche sopra descritte e invecchiato in Scozia in barili o fusti di rovere per almeno tre anni (anche se è opinione comune che la maturazione ottimale sia almeno di una decina d'anni).
Il nuovo distillato, il cuore, acre ed incolore, prima di essere immesso nei barili viene ulteriormente diluito con la stessa acqua utilizzata per distillare fino a raggiungere i 64,5°.

#### I barili
Le botti in cui viene invecchiato lo scotch sono di rovere, americane o spagnole; i barili americani prima dello scotch sono utilizzati per maturare il bourbon whiskey (il cui disciplinare prevede l'utilizzo del barile per un solo ciclo di invecchiamento), mentre i barili spagnoli generalmente hanno contenuto il vino sherry, e in alcuni casi porto o madeira. Il legno di quercia (il rovere) è poroso e riesce ad assorbire e conservare una buona quantità degli elementi del distillato o del vino che ha contenuto, questi elementi vengono poi trasmessi in parte al nuovo distillato. Vi sono elementi caratteristici che il legno delle botti può donare al distillato, come ad esempio i tannini (sostanze vegetali con proprietà concianti), che donano al distillato il colore e aromi floreali e fruttati, o la vanillina, che dona allo scotch i suoi profumi.
Un barile che ha contenuto bourbon whiskey quindi donerà al single malt, durante la sua permanenza nel barile, un colore dorato, carico di aromi e gusti dolci tipici del mais (il principale ingrediente nella produzione del whiskey americano). Un barile spagnolo invece porterà ad un colore più marcato, ambrato e aromi e gusti particolarmente persistenti, ricchi e caramellati. La velocità di maturazione dipende molto dalle dimensioni delle botti; in genere minore è la dimensione, maggiore sarà la velocità di maturazione.
Tuttavia non tutti i malti si comportano allo stesso modo: quelli delle Highlands o di Islay maturano più lentamente e sono più longevi; al contrario i Lowland e i Campbeltown evolvono più rapidamente. Esiste la convinzione errata che ci sia una correlazione univoca tra qualità del distillato e tempo di invecchiamento. Esiste infatti la possibilità che con invecchiamenti elevati, tipicamente superiori ai quindici anni, lo scotch inizi a ricevere troppo il sapore della botte oppure, a causa dell'angel share (letteralmente "parte degli angeli", cioè la parte di scotch che evapora prima dell'imbottigliamento), si abbassi troppo la componente alcoolica.

#### L'ambiente
Il clima è fondamentale nel determinare le caratteristiche dello scotch, che è influenzato in modo differente a seconda delle locazioni dei magazzini di invecchiamento. Se questi sono edificati sulle coste o sulle isole lo scotch, durante l'invecchiamento in barile, è influenzato dal mare. Lo scotch che matura nello Speyside o nelle Highlands ha caratteristiche acquisite dall'aria pura e ricca di aromi, mentre il clima più mite delle Lowlands contribuisce alla creazione di scotch da aromi e gusti delicati. Durante la maturazione nei fusti di rovere non solo si ha una perdita di volume (il distillato evapora in parte attraverso i pori delle doghe lasciando spazio all'aria, l'interscambio crea una leggera ossidazione e permette la formazione di uno speciale microclima circoscritto all'ambiente che circonda il barile e che influenza lo scotch durante l'invecchiamento) ma anche una perdita di forza (più umido è il locale più lo scotch perde di forza, mentre più secco è e più lo scotch perde di volume), per cui la credenza popolare che più lo scotch invecchia e più diventa forte è sbagliata.

#### Double matured
La legislazione scozzese non limita il numero di barili in cui lo scotch o lo spirito può essere travasato. Mentre la prassi più corrente è quella di invecchiare il distillato nello stesso barile per tutto il periodo di invecchiamento, alcuni produttori commercializzano bottiglie di scotch double matured (esiste anche un triple matured) per enfatizzare la permanenza prolungata del distillato in due barili di tipo diverso. Alcuni produttori o imbottigliatori indicano con la parola finishing (affinamento) il passaggio nel periodo finale dell'invecchiamento in botti che hanno contenuto altri alcolici, come ad esempio Porto o Marsala.

### Fase 6: Imbottigliamento e filtrazione
Terminato il periodo di maturazione lo scotch, prima di essere imbottigliato, è tipicamente allungato con acqua per portare la gradazione alcolica a 40 - 45 gradi. In alcuni casi lo scotch viene commercializzato senza diluizione a una gradazione generalmente superiore ai 50 gradi e in questo caso la bottiglia porta la dicitura "cask strenght" o "cask proof".
Il processo di diluizione è direttamente collegato al processo di filtratura a freddo (chill filtration). L'abbassamento della gradazione senza filtraggio a freddo produce infatti un distillato più torbido anche a causa della glicerina. Il limite di gradazione sotto il quale viene fatto filtraggio a freddo è di 46°. Il filtraggio è comunque un processo abbastanza invasivo che toglie sostanze e aromi allo scotch.

## Varietà di scotch whisky e la terminologia
Da disciplinare esistono solo 5 categorie di Scotch whisky, mentre le altre non sono riconosciute:
1. Single malt
2. Single grain
3. Blended malt
4. Blended grain
5. Blended

Una possibile classificazione di scotch whisky è la seguente:
- whisky di malto (Malt Whisky) prodotto con alambicco Pot Still e unicamente con orzo maltato
- whisky di cereali (Grain Whisky) prodotto con Patent Still (chiamato anche Coffey Still) o Pot still da una miscela di cereali.

Lo scotch di puro malto scozzese è prodotto con quattro ingredienti naturali: orzo maltato, acqua di sorgente, lieviti selezionati e torba, che è un elemento aggiuntivo che caratterizza la maggior parte dei whisky di malto. Ulteriori classificazioni e diversificazioni sono descritte nelle prossime sezioni.

### Single malt
Appartengono a questa varietà quegli scotch che sono prodotti in un'unica distilleria e con solo orzo maltato, distillati con Pot Still. Sono una miscela del contenuto di diverse botti di annate differenti prodotte dalla stessa distilleria, e benché i produttori cerchino di ottenere un prodotto costante, inevitabilmente ogni distillazione porterà ad un prodotto diverso dal precedente. In genere gli scotch utilizzati per questa varietà sono invecchiati tra gli 8 e 15 anni. L'indicazione dell'invecchiamento sulla bottiglia corrisponde al distillato più giovane indicato nella miscela: se, ad esempio, vengono miscelati distillati di 10, 12 e 15 anni la bottiglia dovrà riportare 10 anni.

### Single Barrel
Una sotto-varietà dei single malt sono i single barrel (o single cask o single-single malt); il prodotto di una singola distillazione e di una singola botte non miscelato con altro prodotto della distilleria. In questo modo si rischia di ottenere gusti sensibilmente differenti fra due botti dello stesso prodotto. Questa varietà è generalmente più costosa, dato che per la sua natura viene prodotta in serie limitata e su bottiglie numerate.

### Grain whisky
La maggior parte di questa varietà di scotch è utilizzata per produrre i blended, solo una minima parte viene imbottigliata e venduta come tale.

### Blended
I blended scotch whisky sono una miscela di diversi scotch di malto e grano provenienti da varie distillerie, in modo da ottenere un prodotto finale bilanciato sia in termini di gusto che di qualità e di costo finale.
Questa tipologia di scotch nacque nel XIX secolo, quando iniziò l'esportazione della bevanda oltre i confini scozzesi, e si rese necessario ammorbidire i gusti troppo forti dei single malt per i palati non abituati a questi distillati. I due marchi di scotch più venduti al mondo sono entrambi dei blended: si tratta del Johnnie Walker (primatista, con una media di 120 milioni di bottiglie vendute ogni anno) e del Ballantine's.

### Vatted malt
A questa categoria appartengono quegli scotch che sono il risultato del miscelamento di malt whisky prodotti da diverse distillerie e miscelate per ottenere un gusto più morbido di un single malt. La differenza con i blended sta nel fatto che non contengono grain whisky ma solo diverse tipologie di single malt.

### De luxe
Con questo nome si indicano i blended di qualità superiore. In genere contengono una maggior proporzione di scotch invecchiato.

### Liqueur
A questa varietà appartengono quei prodotti risultanti dalla miscela di un qualche tipo di scotch con miele, erbe, frutti, spezie.
Un'ulteriore varietà è quella delle "creme", ottenute miscelando un qualche scotch con, ad esempio, caffè o cioccolato.
I liqueur non sono quindi considerati degli scotch.

### Double Malt
Si ottiene dalla miscela di due single malt, tipicamente con caratteristiche geografiche molto differenti. Un esempio è il Tasmania che è ottenuto da una miscela di Springbank con Cradle Mountain (whisky australiano). Il Tasmania non può essere considerato quindi uno scotch. La dicitura double malt è però da considerarsi poco usata. In genere una miscela di più single malt viene considerata un blended a tutti gli effetti.

### Pure malt
Scotch di puro malto prodotto in più distillerie e assemblato in una sola.

## Degustazione

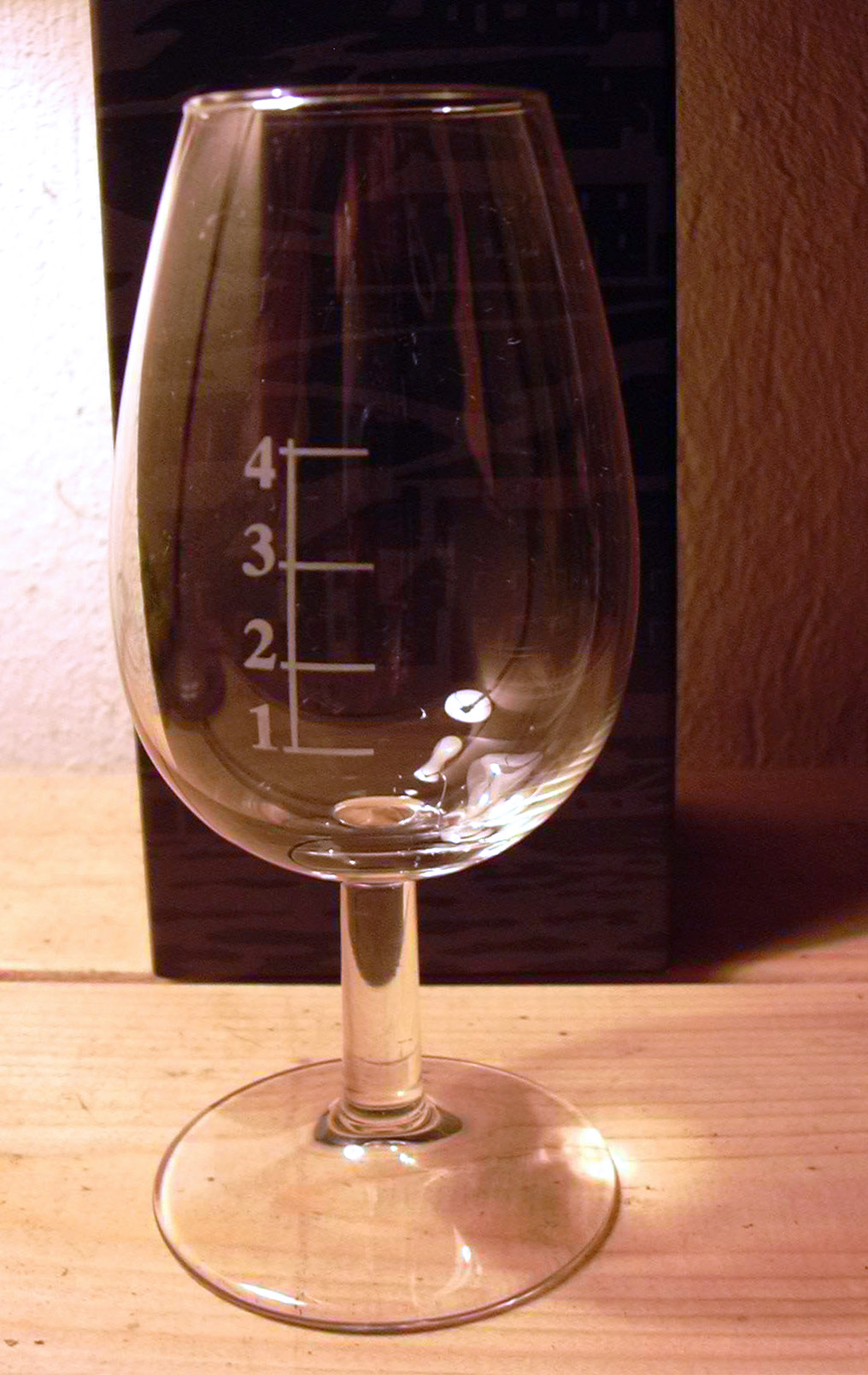
Bicchiere da degustazione

Secondo alcuni intenditori bisogna fornirsi di:
- Un buono scotch di puro malto. Sceglierne uno magari non troppo invecchiato, dieci o dodici anni sono più che sufficienti affinché lo scotch “cresca” e si sviluppi nelle botti; solo dopo molti bicchieri si riuscirà ad apprezzare il sapore complesso, a volte salmastro, di alcuni scotch invecchiati. Per i neofiti non è consigliabile iniziare con un single malt di Islay, con un Talisker oppure con un Oban. Questi scotch sono infatti molto torbati e sofisticati e si rischierebbe di non comprenderne appieno gusto e potenzialità; sarà più indicato, forse, un più morbido scotch delle Highlands o della regione dello Speyside, come un Glenlivet, un Glenfiddich o un Macallan. Se invece ci si vuole costruire una piccola collezione si può iniziare acquistando il Classic Malt Range della United Distillers, sei pure malt esemplificativi di tutta la produzione scozzese: Cragganmore dello Speyside, Talisker dell'isola di Skye, Oban delle Highlands occidentali, Dalwhinnie delle Highlands, Glenkinchie delle Lowlands e il Lagavulin di Islay.
- Dell'acqua fresca. Il sapore dello scotch cambia sostanzialmente con l'aggiunta di acqua: se si prova prima puro e poi diluito si percepirà la differenza. L'acqua deve essere possibilmente di sorgente, o comunque la più neutra possibile e va bevuta prima, dopo, oppure assieme allo scotch; l'acqua serve a rompere i legami chimici interni e liberare gli aromi imprigionati nel distillato. Si può arrivare a diluire lo scotch fino ad un massimo di 1/5 di acqua. Si provi a bere un sorso di acqua fredda e tenerla sulla punta della lingua e bere di conseguenza un sorso di scotch; ciò esalta principalmente i sapori dolci e caramellati contenuti in alcuni single malt e permette, soprattutto nei primi sorsi, di non rimanere “storditi” dall'alta gradazione alcolica. Si raccomanda di annusare sempre prima di ogni sorsata: ciò sensibilizza il cervello a recepire gli stimoli gustativi della lingua e del palato e permette di apprezzare appieno tutte le sfumature e i profumi dello scotch (la nostra capacità olfattiva diminuisce moltissimo a seguito dell'assuefazione: dopo qualche secondo l'intensità percepita decade in maniera nettissima, bisogna quindi odorare in modo breve e ripetuto).
- Un bicchiere rastremato. In termini assoluti, non esiste il bicchiere da scotch ideale. I bicchieri da degustazione che possono servire allo scopo sono di molti tipi diversi. L’importante è tenere a mente l’esigenza principale: far emanare le fragranze senza disperderle. Un esempio in tal senso può essere un bicchiere a forma di pera, con il fondo più ampio che va a stringersi in alto. Ma anche il più comune bicchiere a tulipano funziona perfettamente. In generale, il bicchiere ideale per lo scotch deve avere una forma tale da garantire allo spirito uno "specchio" (ovvero una superficie) di ampiezza sufficiente a sprigionare una buona dose di effluvi, ed al tempo stesso presentare un restringimento della sua sezione verso la bocca (ossia l'orlo esterno del contenitore).Questi parametri sono caratteristici anche di altre tipologie di bicchieri, quali lo snifter, il nosing o il dram. Una forma ideale viene offerta anche da alcuni tipi di tumbler, come lo chevron tumbler di Macallan, che ad essa aggiunge inoltre maggiore peso e solidità. La presenza di uno stelo può essere utile a mantenere la mano che impugna il bicchiere lontana tanto dal naso quanto dalla superficie a diretto contatto con il liquido: se da un lato è infatti inverosimile che il calore corporeo della mano alteri in maniera apprezzabile la temperatura del distillato (tanto più che una degustazione ottimale prevede che questo venga servito a temperatura ambiente), la maggiore distanza tra mano e naso, d'altro canto, può giovare all'isolamento dei sentori dello scotch da eventuali odori o profumi che emanassero dalla mano stessa. Nella maggioranza dei casi si tratta dunque di una caratteristica trascurabile. Di certo, nel caso dei single malt è sconsigliabile l'utilizzo del classico bicchiere a sezione cilindrica costante e con ghiaccio, che si vede nei film americani: quel tipo di bicchiere si può utilizzare più per i Bourbon e i Tennessee Whiskey americani, o per i blended commerciali. Il ghiaccio, più specificamente, non va utilizzato dato che ha la tendenza a “chiudere” gli aromi, e solitamente è fatto con l'acqua del rubinetto che, sciogliendosi, rilascia il cloro, rovinando il lavoro di uomini e di anni; se proprio si vuole gustare lo scotch a basse temperature meglio utilizzare delle pietre da whisky (reperibili in commercio in diversi materiali, dal granito all'acciaio), che raffreddano il distillato senza però inquinarlo né diluirlo. Quanto al volume, il bicchiere da scotch deve offrire una capacità di un terzo di pinta (0,189 litri). Deve essere ovviamente trasparente affinché si possa leggere il colore dello scotch (solitamente, più è bruno e scuro e più è invecchiato) e poterne apprezzare il comportamento lungo le superfici interne (indice di oleosità e, quindi, di corposità). Alcuni intenditori, tra una sorsata e l'altra, coprono il bicchiere con dei vetrini o, più semplicemente, con pezzi di carta, per impedire la dispersione degli aromi e garantire il massimo impatto olfattivo al momento dell'assunzione. Se si effettuano esami comparativi tra più scotch, la quantità nei diversi bicchieri deve essere il più uniforme possibile: un livello più alto degli altri penalizzerebbe la concentrazione delle sostanze volatili, mentre un livello più basso la faciliterebbe.
- Del cioccolato amaro o, in alternativa, del formaggio “duro”. La funzione del cioccolato o del formaggio (sconsigliati quelli troppo sapidi), è quella di ripulire il palato dai sapori fuorvianti della cena o dall'assaggio di un altro scotch.